# Intonjutsu
 (juin 2016).
Si vous disposez d'ouvrages ou d'articles de référence ou si vous connaissez des sites web de qualité traitant du thème abordé ici, merci de compléter l'article en donnant les références utiles à sa vérifiabilité et en les liant à la section « Notes et références ».
La technique Intonjutsu (Inton Jutsu) est l'art de l'évasion, c'est le terme "disparaître". Il comprend des techniques telles que Gotonpo (se cacher en utilisant les cinq éléments: bois, eau, feu, métal et la terre), et Shinobi-Aruki (mouvement silencieux).
À ne pas confondre avec "nawanuke jutsu" l'art de disloquer le corps.
Les 18 disciplines ont d'abord été indiqué dans les parchemins de Togakure Ryu, décrivant une formation complète du guerrier dans divers combats et arts de disciplines complémentaires. Ninja Juhakkei (18 Ninjutsu compétences) a été souvent comparé avec Bugei Juhappan (18 combats art samouraï compétences). Bien que certains d'entre eux sont les mêmes, les techniques de chaque discipline ont été utilisées avec des approches différentes par les deux samurai et ninja.
1. Seishin teki kyoyo (raffinement spirituel)
2. Taijutsu (combat à mains nues)
3. Ninja Ken (épées de ninja)
4. Bojutsu (bâton et la lutte contre le personnel)
5. Shurikenjutsu (jeter les lames)
6. Yarijutsu (fer de lance des combats)
7. Naginatajutsu (lutte avec la hallebarde)
8. Kusarigama (la chaîne avec la faucille )
9. Kayakujutsu (feu et explosifs)
10. Hensojutsu (déguisement et emprunt d'identité)
11. Shinobi IRI (furtivité et méthodes d'infiltration)
12. Bajutsu (équitation)
13. Sui-ren (l'eau de formation)
14. Bo-Ryaku (stratégie)
15. Ho Cho (espionnage)
16. Intonjutsu (évasion et de dissimulation)
17. Dix-mon (météorologie)
18. Chi-mon (géographie)